# Великорусс (1861)
«Великорусс» — нелегальное печатное издание, вышедшее в 1861 году в Российской империи на русском языке, по некоторым предположениям исходившее из круга, близкого к революционеру-демократу Николаю Гавриловичу Чернышевскому. 
Они были распространены среди интеллигенции Санкт-Петербурга и Москвы. Всего вышло 3 листка. 
«Великорусс» обращается «к просвещённой части нации» с призывом «взять в свои руки ведение дел из рук неспособного правительства». Его программа политических требований — отмена сословно-крепостных отношений и созыв народных представителей для выработки конституции — была выражением интересов нарождавшейся буржуазии. 
Вместе с этим «Великорусс» предлагал радикальное решение национального вопроса — отказ от «насильственного удерживания других цивилизованных племён в составе нашего государства», вывод войск из Польши и отказ от всей южной России. Этими требованиями данное издание объясняет своё название.